# 雄信内信号場
雄信内信号場（おのっぷないしんごうじょう）は、北海道（宗谷総合振興局）天塩郡幌延町字雄興（ゆうこう）にある北海道旅客鉄道（JR北海道）宗谷本線の信号場である。電報略号はオノ。事務管理コードは▲121838。かつて旅客駅であった時代の駅番号はW68。

## 歴史
1925年（大正14年）に当地に鉄道が開通して以来の駅であった。
2019年（令和元年）にJR北海道は当駅の利用減少を理由に、廃止か自治体負担での存続を幌延町に打診した。このため2021年（令和3年）以降は幌延町が維持管理費用を負担した。しかし、2024年（令和6年）に翌2025年（令和7年）度以降の維持管理費用の負担が打ち切られることとなり、2025年（令和7年）3月15日をもって信号場となった。

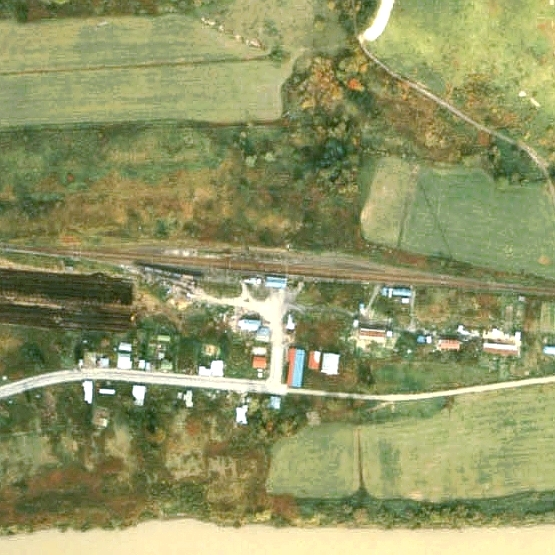
1977年の雄信内駅と周囲約500m範囲。左が稚内方面。国鉄型配線の2面3線。駅舎横の稚内側に貨物積卸場と引込み線。駅舎横の名寄寄りと駅裏のストックヤードは共に久しく使用されていない様子。かつては木材が山のように積まれていたこともあった。

### 年表
- 1925年（大正14年）7月20日：鉄道省天塩南線問寒別駅 - 幌延駅間延伸開通に伴い開業[3][4][5]。一般駅[1]。
- 1926年（大正15年）9月25日：天塩南線と天塩北線を統合し線路名を天塩線に改称、それに伴い同線の駅となる[4]。
- 1930年（昭和5年）4月1日：天塩線を宗谷本線に編入、それに伴い同線の駅となる[4]。
- 1949年（昭和24年）6月1日：公共企業体である日本国有鉄道に移管。
- 1953年（昭和28年）11月：現在の駅舎に改築[6]。
- 1982年（昭和57年）3月29日：貨物取り扱い廃止[1]。
- 1984年（昭和59年）
  - 2月1日：荷物取り扱い廃止[1]。
  - 11月10日：出札・改札業務を停止して無人駅となる[7]。ただし、閉塞扱いの運転要員は継続配置。
- 1986年（昭和61年）11月1日：電子閉塞化に伴い運転無人化[8][新聞 3]。
- 1987年（昭和62年）4月1日：国鉄分割民営化により、北海道旅客鉄道（JR北海道）の駅となる[1]。
- 2017年（平成29年）9月8日：構内の琺瑯製第三種駅名標が盗難に遭っていることが判明[新聞 4]。同年10月13日にアルミと樹脂の複合板で復旧[新聞 5]。
- 2019年（令和元年）12月3日：JR北海道が沿線自治体に対し、宗谷本線活性化推進協議会を通じて当駅含む29駅[注釈 2]について、自治体による維持管理もしくは費用負担による存続か、2021年（令和3年）3月での廃止かの方針を2020年3月までに報告するよう要請[新聞 1]。
  - その後、幌延町では当駅含む対象7駅について検討を進めたが、当駅に関して対岸の天塩町からは「誰も利用していないからどうでもいいよ[幌延町 2]」「天塩町民を意識する必要はないです[幌延町 2]」といった回答、所在する雄興地区住民からは「何でそんな赤字なんか補填しなきゃならんのだというような意見[幌延町 2]」があったとされている。

- 2020年（令和2年）3月28日：幌延町が2021年度から、ふるさと納税等を原資とした町による維持管理に移行することを発表[幌延町 1]。
  - 当駅の存続理由について幌延町は「宗谷本線の歴史を伝える国鉄型木造駅舎の希少性について考究が必要なこと[幌延町 1]」とした。
- 2021年（令和3年）4月：幌延町による維持管理に移行[JR北 1][新聞 6]。ただし、当駅は交換機能を有することから、その機能に係る費用はJR北海道が負担する意向を示していた[幌延町 2]。
- 2024年（令和6年）7月3日：幌延町が翌年度以降の維持管理費を支出しないことをJR北海道に通知[新聞 7]。
  - 駅舎などの修繕費として今後約500万円が必要とされており[新聞 8]、「新たな負担は町民の理解を得られない」として旅客営業の廃止を容認した[新聞 7]。
- 2025年（令和7年）3月15日：同日のダイヤ改正で廃止[JR北 2]。雄信内信号場となる[新聞 2]。

### 駅名の由来
当駅が所在する幌延町から対岸の天塩町にかけての地名から。駅名のよみは開業時より「おのっぷない」であるが、地名や公共施設、北海道道道の路線名における「雄信内」のよみは「おのぶない」である。天塩町側を流れ当駅の対岸付近で天塩川に合流する雄信内川のアイヌ語名「オヌプンナイ（o-nup-un-nay）」（川尻に・原野・のある・川）に由来する。
なお、アイヌ語地名研究家の山田秀三は旧図に「ヲヌフナイ」とあることから「オヌㇷ゚ナイ（o-nup-nay）」と略して呼ばれた、と推察しており、1973年（昭和48年）に国鉄北海道総局が発行した『北海道　駅名の起源』でも「オ・ヌㇷ゚・ウン・ナイ〔ママ〕」が「オヌプナイ〔ママ〕」に転訛しそれに漢字をあてた、とする説を採用している。
駅所在地の字名は現在「雄興」となっているが、これは、1959年（昭和34年）の字名改正で「新雄信内」をはじめとする幌延町内の「雄信内」と通称される地区の字名を再編したことによるもので、天塩町側の「雄信内」（現字名：オヌプナイ）と混同のおそれがあったことに加え、「地理的に今後雄々しく興隆の兆がある」として名付けられたものである。

## 駅構造
相対式ホーム2面2線を有する地上駅で、列車交換可能となっていたことから、現在は信号場としての役割を果たしている。互いのホームは駅舎側ホーム東側と対向側ホーム東側を結んだ構内踏切で連絡し、駅舎側（南側）が下りの1番線、対向側ホームが上りの2番線となっていた。そのほか1993年（平成5年）3月時点では1番線の稚内方から分岐し駅舎西側に至る行き止りの側線を1線有していることが確認されている。また、1983年（昭和58年）4月時点では副本線1線を2番線の反対側に有していたが、この旧副本線は1993年（平成5年）3月までには撤去された。
駅舎は構内の南側に位置し、1番線ホーム中央部分に接している。1953（昭和28）年11月に改築された木造駅舎が修復を加えながら継続使用されており、旧事務室部分は無人駅化後も冬季に除雪担当職員の詰所として利用されている。ホーム側には縦書きの駅銘板が掲示されていた。駅舎内のトイレは閉鎖されているが、駅舎とは別棟でプレハブのトイレ棟を有する。

### のりば
| 番線 | 路線      | 方向 | 行先     |
| ---- | --------- | ---- | -------- |
| 1    | ■宗谷本線 | 下り | 稚内方面 |
| 2    | ■宗谷本線 | 上り | 名寄方面 |

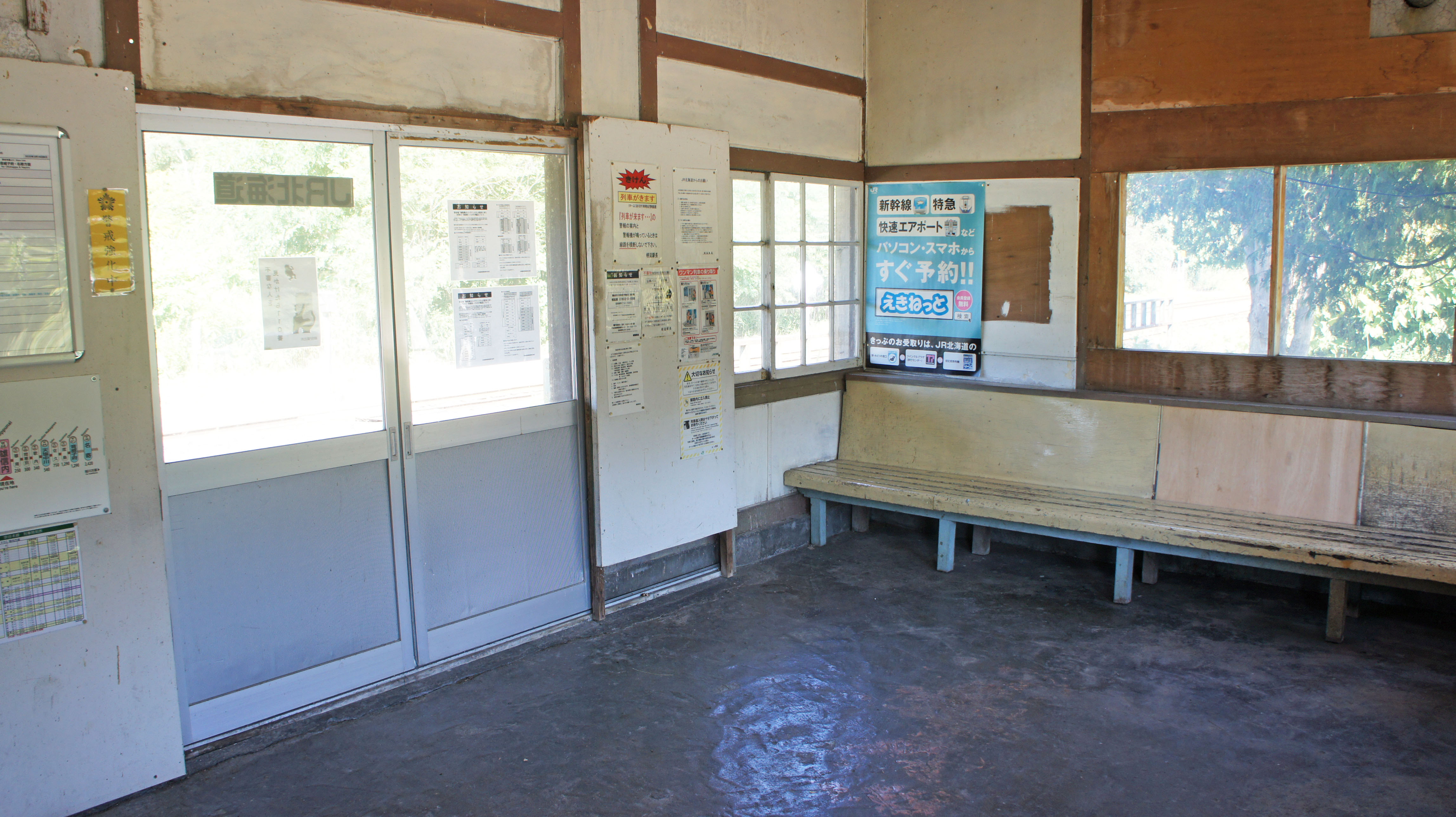
待合室（2020年8月）
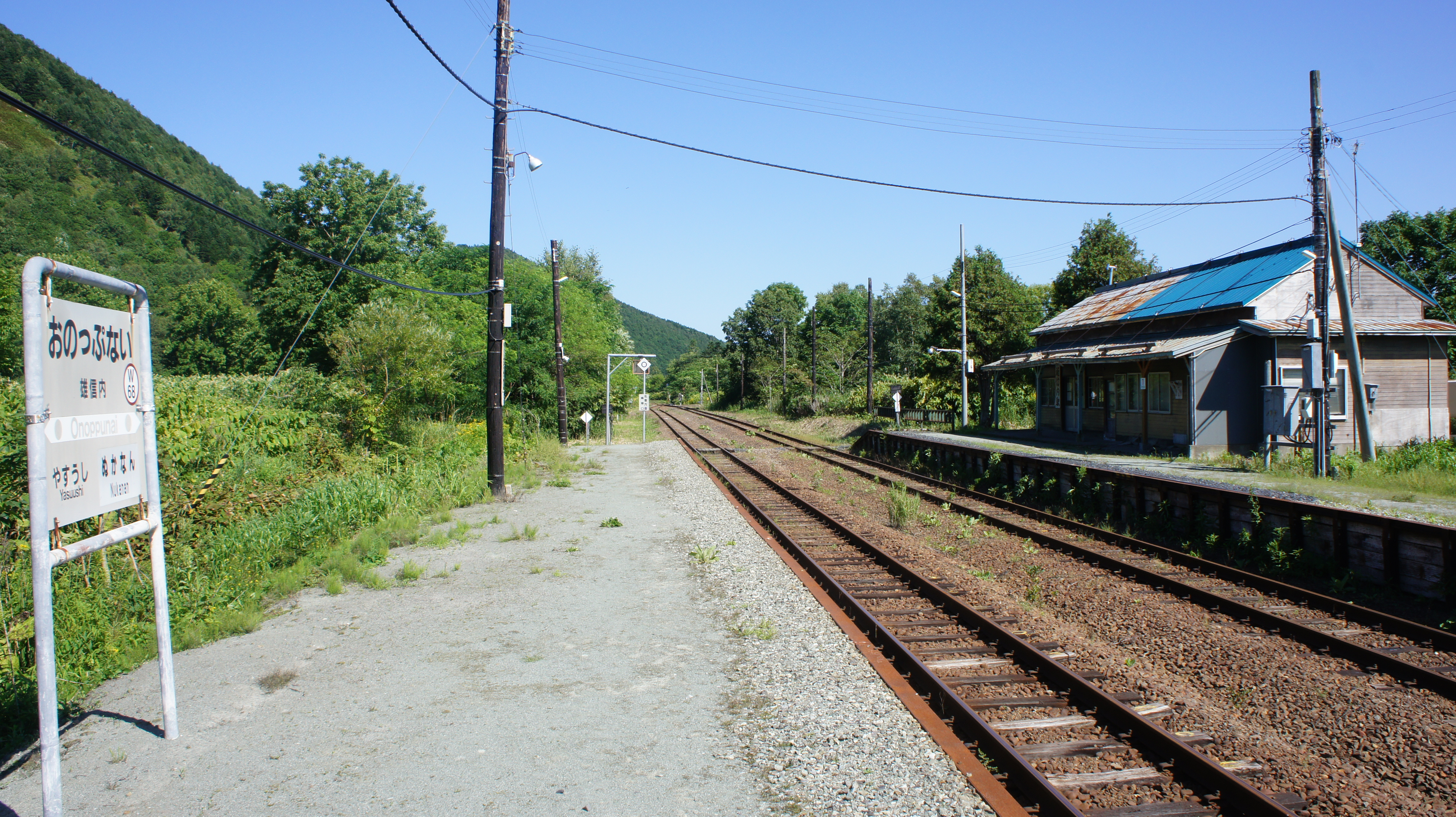
ホーム（2020年8月）
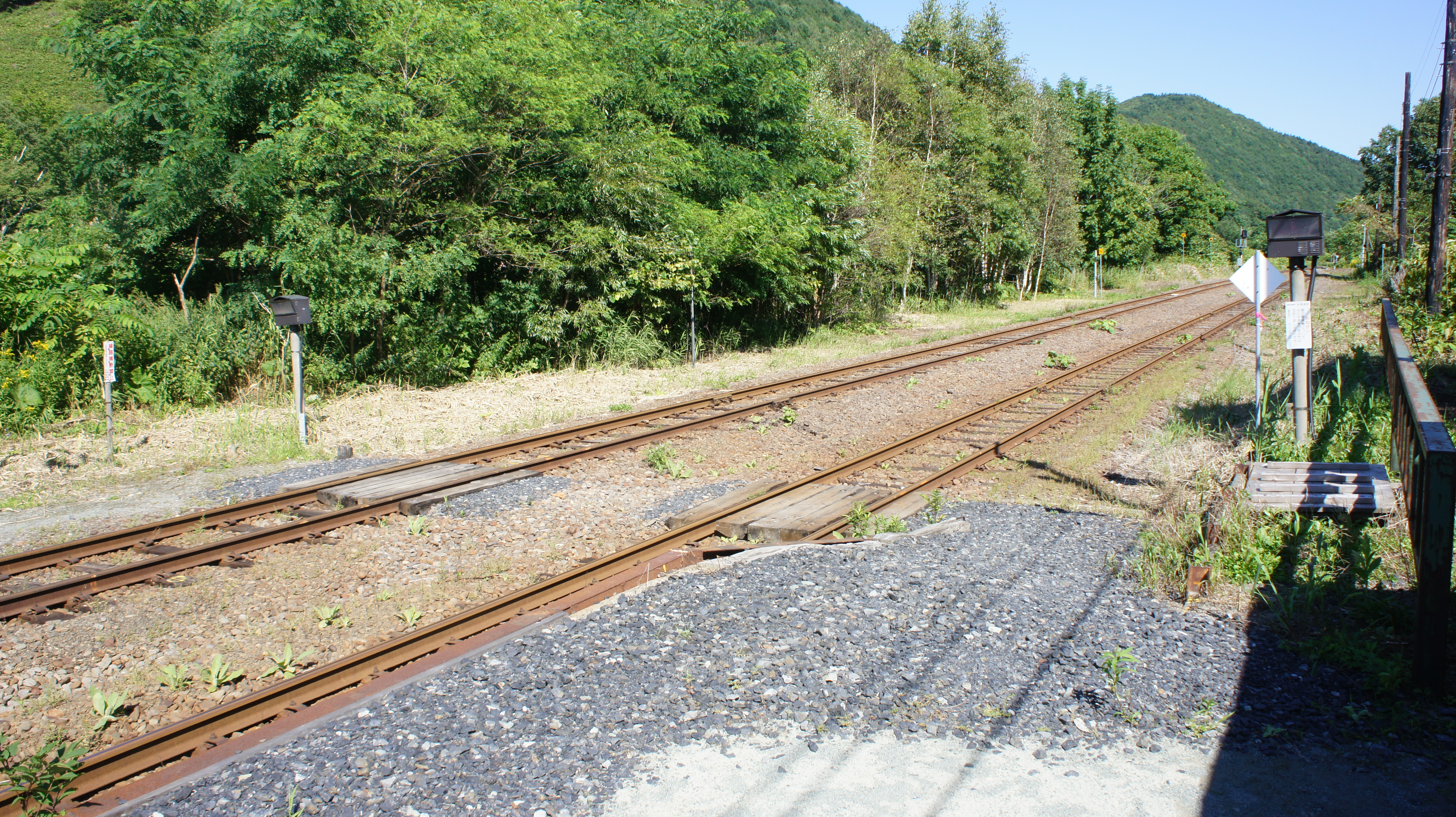
構内踏切（2020年8月）

## 利用状況
乗車人員の推移は以下の通り。年間の値のみ判明している年度は日数割で算出した参考値を括弧書きで示す。出典元が「乗降人員」となっているものについては1/2とした値を括弧書きで乗車人員の欄に示し、備考欄で元の値を示す。
また、「JR調査」については、当該の年度を最終年とする過去5年間の各調査日における平均である。
| 年度               | 乗車人員（人） | 乗車人員（人） | 乗車人員（人） | 出典        | 備考            |
| 年度               | 年間           | 1日平均        | JR調査         | 出典        | 備考            |
| ------------------ | -------------- | -------------- | -------------- | ----------- | --------------- |
| 1966年（昭和41年） | 35,849         | (98.2)         |                | [ 18 ]      |                 |
| 1978年（昭和53年） |                | 56             |                | [ 19 ]      |                 |
| 1981年（昭和56年） |                | (22.0)         |                | [ 16 ]      | 1日乗降客数44人 |
| 1992年（平成04年） |                | (8.0)          |                | [ 15 ]      | 1日乗降客数16人 |
| 2015年（平成27年） |                |                | 「1名以下」    | [ JR北 3 ]  |                 |
| 2016年（平成28年） |                |                | 0.0            | [ JR北 4 ]  |                 |
| 2017年（平成29年） |                |                | 0.0            | [ JR北 5 ]  |                 |
| 2018年（平成30年） |                |                | 0.0            | [ JR北 6 ]  |                 |
| 2019年（令和元年） |                |                | 0.0            | [ JR北 7 ]  |                 |
| 2020年（令和02年） |                |                | 0.0            | [ JR北 8 ]  |                 |
| 2021年（令和03年） |                |                | 0.0            | [ JR北 9 ]  |                 |
| 2022年（令和04年） |                |                | 0.0            | [ JR北 10 ] |                 |
| 2023年（令和05年） |                |                | 0.2            | [ JR北 11 ] |                 |

## 駅周辺

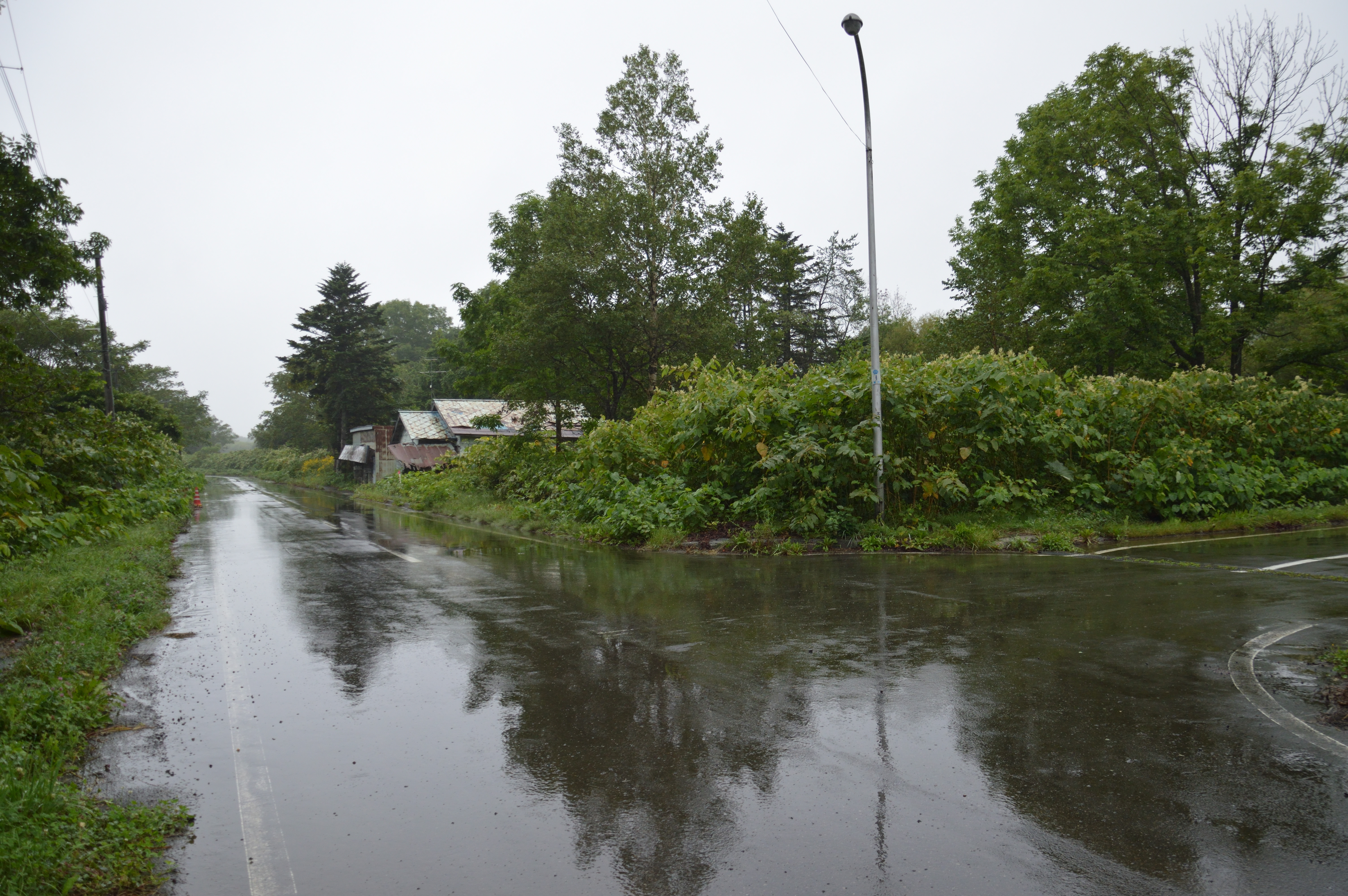
駅前（2018年8月）
右手の道路の先が駅

### 幌延町側（幌延町雄興）
もともとこの周辺地域への入植は対岸の天塩町側から始まった経緯があり、幌延町側は鉄道開通前年の（大正13年）時点で世帯数12戸（うち6戸は東部のタンタシャモナイ地区）を数えるのみであったが、雄信内駅開設後の1932年（昭和7年）に雄信内橋（初代）が天塩川に架橋されたことで当地は天塩町雄信内（現：オヌプナイ）との交通の要所となり、当駅周辺には市街地が形成され、対岸の天塩町側に対し「新市街」と呼ばれた。
幌延町によると、1970年（昭和45年）時点で「食料品店・鮮魚店・菓子店・日通が営業」しており、旅館・豆腐店・料理店・工務店・鉄工所なども存在した時期がある。同年時点での雄興地区の世帯数は50戸（うち8戸はタンタシャモナイ地区）、人口は224人を数えた。
2017年（平成29年）3月の住民基本台帳月報によると、当駅前を含む幌延町雄興地区は2世帯6人の居住があるが、幌延町では2017年（平成29年）時点での同駅の紹介で、駅前については「ゴーストタウン」と表現している。
- 北海道道302号雄信内停車場線
- 北海道道256号豊富遠別線
  - 雄信内大橋 - 天塩川に架かり、対岸の天塩町オヌプナイと当駅の所在する幌延町雄興を結ぶ。現在の橋は2代目（1978年完成）[20]。
- 幌延町道雄興1号線[幌延町 7]
  - 下平橋 - 上雄信内駅跡 - 当駅間に存在する旧線を転用した道路橋[20][15][幌延町 7]。タンタシャモナイ地区[20]と駅前とを結ぶ。「その他」の項を参照。
- 天塩川 - 河川改修により人工的に生成された三日月湖（沼）が多く存在する。
- 雄興集会所 - 幌延町立雄信内小学校跡地。
  - 小学校は1937年（昭和12年）開校[20]、1982年（昭和57年）3月閉校[幌延町 8]

### 天塩町側（天塩町オヌプナイ）
前述のように鉄道開通以前からの市街で、天塩町にあっては天塩市街に次ぐ第2の市街であった。このため「新市街」に対して「旧市街」と呼ばれたこともあった。
- 天塩町役場雄信内支所
- 天塩警察署雄信内駐在所
- 雄信内郵便局
- 天塩町立啓徳小学校（2016年まで中学校を併置、当駅が旅客営業終了した2024年度いっぱいで小学校も閉校[新聞 9]）
- 天塩町立雄信内へき地保育所
- るもい農業協同組合雄信内支所
- 北海道農業共済組合留萌北部家畜診療所
- Aコープ雄信内店

## その他

### 宗谷本線旧線（下平橋）
1965年（昭和40年）7月以前、宗谷本線は上雄信内駅跡 - 当駅間にかけ、天塩川右岸の山肌を下平陸橋（桁15連、全長154.2m）と呼ばれる陸橋で通過していた。
しかし、下平陸橋は1961年（昭和36年）1月26日に、雪崩ですべて落橋、翌1962年（昭和37年）には、8月17日に大雨により第8橋脚に土砂が押し寄せ折損・桁2連を流失、同年9月30日には地すべりにより、仮橋脚2基・桁2連を流失するなど、度重なる自然災害によって大きな被害を受けていた。
このため、下平トンネル（全長1,356m）を含む2.4kmの新線が、1963年（昭和38年）9月に着工し、1965年（昭和40年）7月15日から使用開始された。
旧線の一部は、その後幌延町が買収し工事を実施し、町道雄興1号線下平橋として転用され、タンタシャモナイ地区へにある住家へのアクセス道路として機能しているが、下平橋の老朽化から2017年（平成29年）現在代替路線が検討されており、今後橋梁点検の結果から、居住者移転も視野に方針を検討していくこととなっている。

## 隣の駅
北海道旅客鉄道（JR北海道）
■宗谷本線
糠南駅 (W67) - *上雄信内駅 - （雄信内信号場） - *安牛駅 (W69) - *南幌延駅 (W70) - *上幌延駅 (W71) - 幌延駅（W72）
*打消線は廃駅。